# Еврейская историко-археографическая комиссия при ВУАН
Еврейская историко-археографическая комиссия при ВУАН (укр. Гебраїстична історико-археографічна комісія при ВУАН) — научно-исследовательское академическое учреждение по проблемам иудаизма. Образовано в 1919 по инициативе группы киевских историков и при поддержке академиков Д. Багалея и А. Крымского при историко-филологическом отделении ВУАН с целью сбора и упорядочивания материалов по истории евреев Украины. Состав комиссии не был постоянным. В разные годы здесь работали историки Д. Бродский, Д. Вайнштейн, И. Галант, гебраист В. Иваницкий, филолог В. Рибинский. Комиссия собрала уникальную коллекцию документов по различным аспектам политической, экономической, религиозной и культурной жизни евреев Украины, издала серию научных работ по иудаизму. Поддерживала научные контакты с еврейскими учреждениями в Западной Европе. В течение всего периода своего существования комиссия испытывала идеологического давления со стороны партийного руководства УССР за «национализм и буржуазность». Ликвидирована в 1929 году.